# Bill Kenny (cầu thủ bóng đá)
Bill Kenny là một cầu thủ bóng đá người Anh đã giải nghệ từng thi đấu ít nhất một mùa giải ở Liên đoàn bóng đá Hoa Kỳ. Năm 1977, ông ghi 7 bàn trong 20 trận cho Cleveland Cobras.